# قربانی (فیلم ۱۹۰۹)
قربانی (انگلیسی: The Sacrifice) فیلمی به کارگردانی دیوید وارک گریفیت است که در سال ۱۹۰۹ منتشر شد.

## بازیگران
- فلورنس لورنس
- لیندا آرویدسون
- جورج گبهارت
- آرتور وی جانسون
- ماریون لئونارد
- اوون مور
- مک سنت